# Дическуло, Леонид Аполлонович
Леонид Аполлонович Дическуло (1847, с. Водяное Российская империя (ныне Шполянского района Черкасской области Украины) — 9 мая 1889, Румыния) — украинский революционер, народник.
Выпускник Уманского училища садоводства и лесничества (ныне Уманский национальный университет садоводства).
Продолжил учёбу в Петровской сельскохозяйственной академии в Москве, откуда за активное участие в студенческом движении был исключён и выслан в Елисаветград.
В 1874 году переехал в Одессу, где сблизился с кружком чайковцев, занимался «хождением в народ», пропагандой среди рабочих.
Затем поселился в с. Попельнастое близ г. Александрии, чтобы вести революционную пропаганду среди крестьянства, за что был арестован.
Проходил по судебному делу — процессу ста девяноста трёх революционеров-народников, разбиравшемся в Петербурге в Особом присутствии Правительствующего сената с 18 (30) октября 1877 по 23 января (4 февраля) 1878 года. К суду были привлечены участники «хождения в народ», которые были арестованы за революционную пропаганду с 1873 по 1877 год.
В 1878 примкнул к кружку народников «Южные бунтари» (создан в Киеве, но имел филиалы по всей Украине, объединяя около 25 бывших участников «хождения в народ»; в эту группу входил и Л. Г. Дейч).
В 1879 участвовал в покушении на харьковского губернатора Д. Н. Кропоткина, убитого в результате террористом-народовольцем Григорием Гольденбергом, после чего скрылся за границей.